# Conrad Roure i Bofill

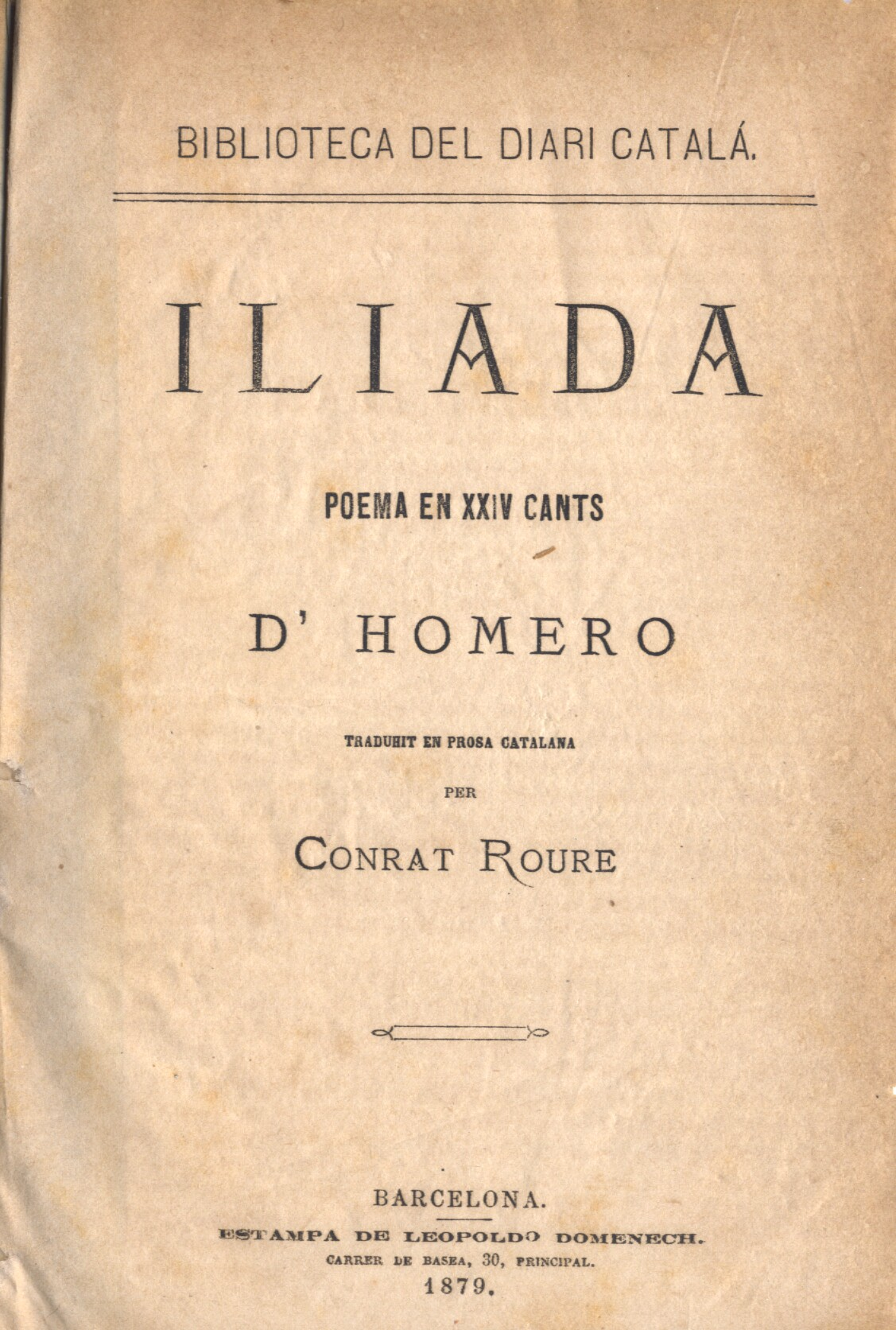
Portada de la primera traducció completa al català de la Ilíada, en prosa, a càrrec de Conrad Roure.

Conrad Roure i Bofill (Barcelona, setembre de 1841 - 18 d'abril de 1928) va ser un dramaturg, periodista, publicista i advocat català.

## Biografia
Els seus articles de records i vivències publicats al diari El Diluvio van ser recollits en tres volums amb el títol de "Recuerdos de mi larga vida".
Llicenciat en dret, autor dramàtic i periodista. Formà part del grup de defensors "Del català que ara es parla", juntament amb Anton i Josep Feliu i Codina, Frederic Soler, Eduard Vidal i Valenciano, Albert Llanas… Aquesta tendència cultural s'oposava al català Jocfloralesc que proposaven els prohoms de la Renaixença.
Fou seguidor de Valentí Almirall, com molts d'aquest joves amics que van fer una evolució ideològica semblant, passant del progressisme al republicanisme federal.
Fou director i únic redactor de la publicació El noy de la mare. Sota el pseudònim de Pau Bunyegas va participar en nombroses publicacions de l'època: "Un Tros de Paper", "Lo Gay Saber", "La Renaixensa", "La Ilustració Catalana", "La Campana de Gràcia", "L'Avenç", "L'Esquella de la Torratxa", entre d'altres.
A ell es deu la primera traducció completa al català de la Ilíada, si bé amb caràcter indirecte, a partir de la versió francesa de Pierre Giguet.
L'historiador Josep Pich Mitjana ha editat, en nou volums, les seves memòries titulades: Recuerdos de mi larga vida. Costumbres, anécdotas, acontecimientos y sucesos acaecidos en la ciudad de Barcelona, desde el 1850 hasta el 1900, que van ser publicades originàriament al diari El Diluvio entre 1925 i 1928.
Casat el 1873 amb Sebastiana Maria Brugulat i Galindo. Van ser pares de l'escriptor Alfons Roure i Brugulat (1889-1962).

## Obra dramàtica

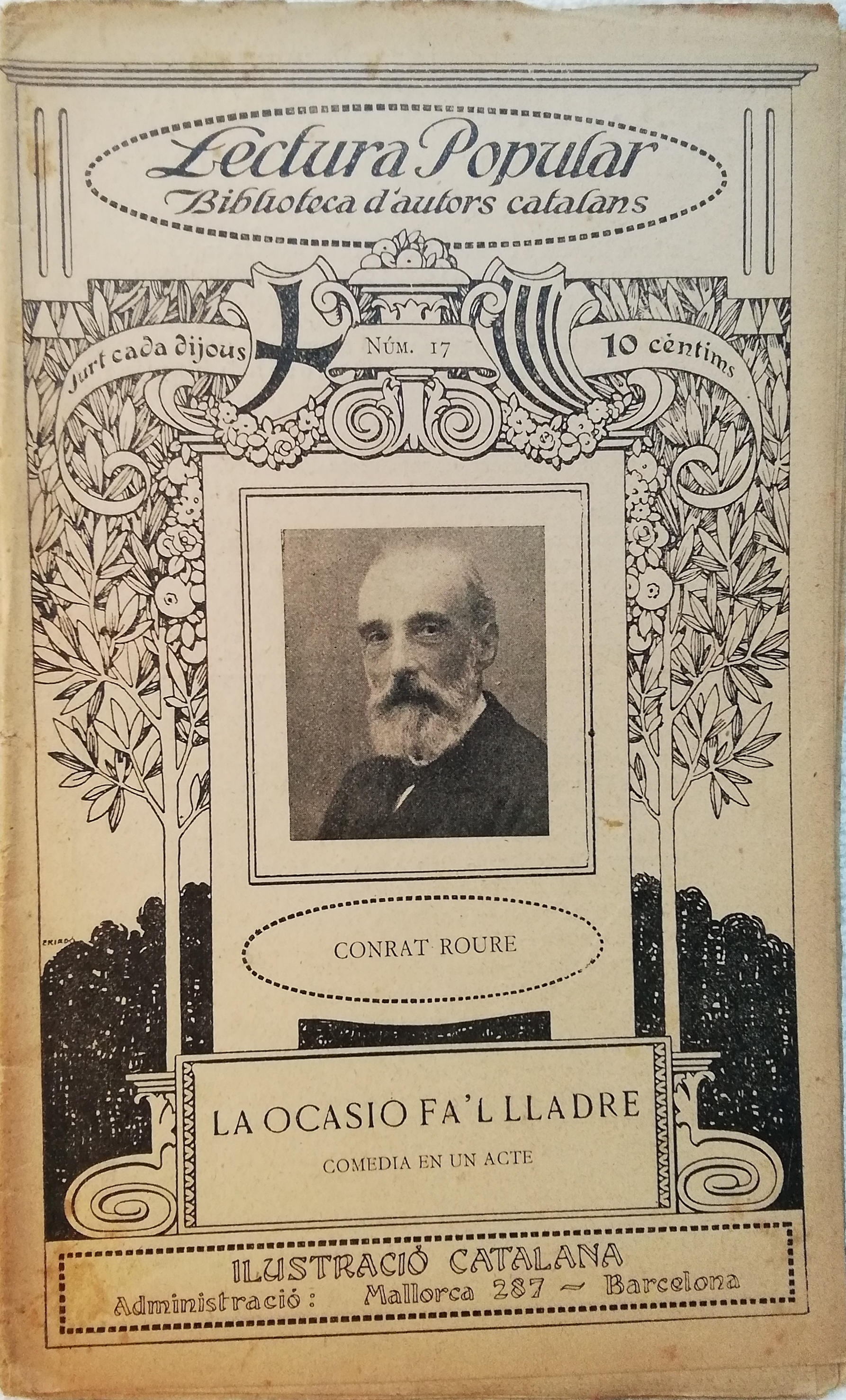
L'Ocasió fa el Lladre, comèdia en un acte de Conrad Roure. Edició publicada a Barcelona l'any 1913 dins la col·lecció Lectura Popular Biblioteca d'autors catalans de la Ilustració Catalana

- L'Ocasió fa el Lladre, comèdia en un acte de Conrad Roure. Edició publicada a Barcelona l'any 1913 dins la col·lecció Lectura Popular Biblioteca d'autors catalans de la Ilustració Catalana El cantador. Gatada caballeresca en dos actes, en vers i en català del que ara es parla, en col·laboració amb Frederic Soler. Estrenada al Teatre de l'Odèon de Barcelona, el dia 12 d'octubre de 1864. El Cantador és una paròdia del drama El trovador d'Antonio García Gutiérrez.
- Una noia és per a un rei, estrenada al Teatre Romea, el 29 de setembre de 1867.
- La comèdia de Falset, estrenada al teatre Romea, el 18 de gener de 1869.
- Un pom de violes, estrenada al teatre Romea, el 30 de desembre de 1869.
- El tret per la culata, estrenada al teatre Romea, el 12 de maig de 1870.
- De teulades en amunt, amb música de Josep Ribera i Miró. Estrenada al Teatre Tívoli de Barcelona el 28 d'agost de 1872.
- Divendres, estrenada al teatre Romea, el 22 d'octubre de 1872.
- L'ocasió fa el lladre, estrenada al teatre Romea, el 2 de desembre de 1872.
- Un mal tanto, estrenada al teatre Romea, el 22 de març de 1877.
- El meu modo de pensar, estrenada al teatre Romea, l'1 març de 1878.
- Claris, estrenada al teatre Romea, el 25 novembre de 1880.
- Montserrat, estrenada al teatre Romea, 23 de febrer de 1882.
- Lo castell i la masia, drama en tres actes.
- Passions funestes, en col·laboració amb en Modest Urgell, drama en tres actes.
- La vida al encant, comèdia en un acte.
- Un fi de festa, comèdia en un acte.
- Lo quarto dels mals endressos, comèdia en un acte.
- Matrimonis a Montserrat, sarsuela en dos actes.
- La Casamentera, comèdia en un acte.
- 13!, comèdia en un acte.
- La Marmota, paròdia en un acte.